# 第一批异形词整理表
《第一批异形词整理表》，是中华人民共和国教育部、国家语言文字工作委员会于2001年12月19日发布，2002年3月31日试行的“规定了普通话书面语中异形词的推荐使用词形”的规范。编号为“GF 1001-2001”。
《第一批异形词整理表》给出了338组异形词的推荐使用词形。
《第一批异形词整理表》和以往的《简化字总表》、《第一批异体字整理表》等规定有所不同的是，不再是强制性的，而改变为引导式的，即强调只是推荐的书写形式而已。

## 另見
- 异体字

## 站外链接
- 第一批异形词整理表